# Княжик
Княжик (лат. Atragene) — подрод или секция рода Ломонос (лат. Clematis) семейства Лютиковые.

## Название
В конце XIX — начале XX века в энциклопедическом словаре Брокгауза и Ефрона княжик также называли атрагене, дикий хмель, боровой хмель, ветвина и вьюнец.

## Ботаническое описание
Небольшие деревянистые лианы с зимующими побегами высотой 2—3 метра.
Листья супротивные сложные, на длинных черешках. К опоре лиана прикрепляется закручивающимися черешками листьев.
Цветки крупные, поникающие, колокольчатые, простые или махровые, с двойным околоцветником. Окраска разнообразная — белая, розовая, голубая, пурпурная, синяя, фиолетовая, двуцветная. Чашечка из 4—8 крупных лепестковидных чашелистиков белого, синего или фиолетового цвета. Лепестки равны чашелистикам или немного короче, такого же цвета. Тычинки и пестики многочисленные.
Нектар выделяется стаминодиями:35. В одном цветке княжика красивого может скапливаться 90 мг нектара:34, 62.

## Классификация
Atragene рассматривается как подрод или секция рода Ломонос (лат. Clematis), семейства Лютиковые. Российские ботаники рассматривают Atragene как отдельный род.

### Виды

Цветок Ломоноса охотского (Clematis alpina subsp. ochotensis)

Некоторые авторы рассматривают Atragene как секцию рода Clematis, включающую следующие виды:
- Clematis columbiana
- Clematis columbiana var. tenuiloba
- Clematis occidentalis
- Clematis occidentalis var. grosseserrata
- Clematis alpina
- Clematis alpina ssp. sibirica
- Clematis alpina subsp. ochotensis
- Clematis alpina var. fusijamana
- Clematis alpina var. iliensis
- Clematis alpina var. fauriei
- Clematis alpina var. umbrosa
- Clematis subtriternata
- Clematis nobilis
- Clematis moisseenkoi
- Clematis crassisepala
- Clematis koreana
- Clematis koreana var. biternata
- Clematis koreana var. carunculosa
- Clematis macropetala
- Clematis macropetala var. albiflora[2]

### Некоторые виды, ранее составлявшие родAtragene
По данным The Plant List род Atragene включал следующие названия, в настоящее время входящие в синонимию видов рода Clematis:
- Atragene alpina L. — Княжик альпийский
- Atragene americana Sims
- Atragene austriaca Scop.
- Atragene balearica Pers.
- Atragene capensis L.
- Atragene cirrhosa Pers.
- Atragene clematides Crantz
- Atragene columbiana Nutt.
- Atragene dianae Serov
- Atragene diversiloba (Rydb.) Rydb.
- Atragene florida Pers.
- Atragene iliensis (Y.S.Hou & W.H.Hou) Serov & Grabovsk.
- Atragene indica Desf.
- Atragene japonica Thunb.
- Atragene koreana (Kom.) Kom.
- Atragene macropetala (Ledeb.) Ledeb. — Княжик крупнолепестковый
- Atragene nobilis Nakai
- Atragene occidentalis Hornem.
- Atragene ochotensis Pall. — Княжик охотский
- Atragene patens Decne.
- Atragene platysepala Trautv. & C.A.Mey.
- Atragene polygama Jacq.
- Atragene polypetala Thunb.
- Atragene pseudoalpina (Kuntze) Rydb.
- Atragene repens (Kuntze) Rydb.
- Atragene sibirica L. — Княжик красивый, или Княжик сибирский
- Atragene speciosa Weinm. — Княжик красивый, или Княжик сибирский
- Atragene tenuifolia L.f.
- Atragene tenuiloba (A.Gray) Britton
- Atragene tenuis Thunb.
- Atragene tianschanica Pavlov

## В культуре
Княжики предпочитают богатые перегноем, рыхлые, плодородные супесчаные почвы с слабощелочной, нейтральной или слабокислой реакцией. Могут расти как на солнце, так и в полутени. В условиях Беларуси и средней полосы России зимуют без укрытий. Обрезка на зиму не требуется. При необходимости возможна корректирующая обрезка.
Всхожесть свежих, не обработанных семян княжиков около 10 %. Большинство видов прорастает на следующий после посева год. Прорастанию в год посева способствует стратификация (0—5 °С в течение 3—4 месяцев). После стратификации всхожесть семян 45—60 %. Семена прорастают через 70—90 дней. При естественной стратификации (сбор семян зимой или весной перед посевом) всхожесть 45—50 %.
Вегетативно княжики можно размножать делением куста, отводками и черенкованием.

### Таксономия
Ниже представлена таксономия, соответствующая точке зрения на Atragene как на подрод рода Clematis.
Подрод Княжик входит в род Ломонос (Clematis) семейства Лютиковые (Ranunculaceae) порядка Лютикоцветные (Ranunculales):
|  |                                      |  |                                                             |                                                             |                                     |  | ещё 9 семейств (согласно Системе APG II) |                     |                        |               |
|  |                                      |  |                                                             |                                                             |                                     |  |                                          |                     |                        | подрод Княжик |
|  |                                      |  |                                                             | порядок Лютикоцветные (Ranunculales)                        |                                     |  |                                          |                     | род Ломонос (Clematis) |               |
|  |                                      |  |                                                             | порядок Лютикоцветные (Ranunculales)                        |                                     |  |                                          |                     | род Ломонос (Clematis) |               |
|  | отдел Цветковые, или Покрытосеменные |  |                                                             |                                                             | семейство Лютиковые (Ranunculaceae) |  |                                          |                     |                        |               |
|  | отдел Цветковые, или Покрытосеменные |  |                                                             |                                                             |                                     |  |                                          |                     |                        |               |
|  |                                      |  | ещё 44 порядка цветковых растений (согласно Системе APG II) | ещё 44 порядка цветковых растений (согласно Системе APG II) |                                     |  |                                          | ещё более 200 родов | ещё более 200 родов    |               |
|  |                                      |  |                                                             | ещё 44 порядка цветковых растений (согласно Системе APG II) |                                     |  |                                          |                     | ещё более 200 родов    |               |